# Kleine Wachsblume
Die Kleine Wachsblume (Cerinthe minor) ist eine Pflanzenart aus der Gattung der Wachsblumen (Cerinthe) in der Unterfamilie der Boraginoideae innerhalb der Familie der Raublattgewächse (Boraginaceae).

## Beschreibung

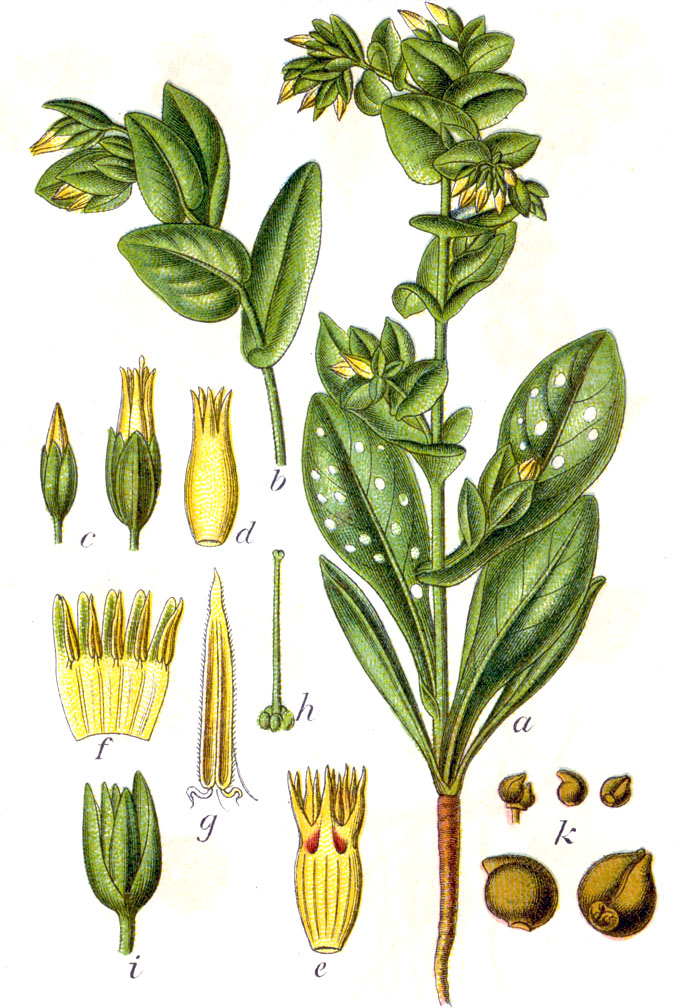
Illustration aus Sturm

### Vegetative Merkmale
Die Kleine Wachsblume wächst als zweijährige oder ausdauernde krautige Pflanze und erreicht Wuchshöhen von 15 bis 60 Zentimetern. Der kahle, bläulich bereifte und oft rötlich überlaufene Stängel ist von Grund an oder erst im oberen Teil verzweigt, er ist gerundet bis kantig und im oberen Teil und an den Ästen schmal geflügelt.
Die grundständigen Laubblätter sind gestielt und ihre Blattspreiten sind bei einer Länge von bis zu 15 Zentimetern länglich-eiförmig sowie häufig weißlich gefleckt. Die unteren Stängelblätter sind spatelförmig, sie sind am Grund keilförmig verschmälert, pfeifförmig geöhrt und sitzend. Die oberen Stängelblätter sind eiförmig mit herzförmigem Spreitengrund stängelumfassend, mit stumpfem oder seicht ausgerandetem oberem Ende und sie sind blaugrün und mit weißlichen Höckern besetzt, die aber keine Haare mehr tragen.

### Generative Merkmale
Die Blütezeit reicht von Mai bis Juli. Die Blüten stehen in dichten Wickeln auf zuletzt waagrecht abstehenden, dünne Stielen. Die Hochblätter sind herzförmig.
Die zwittrigen Blüten sind fünfzählig mit doppelter Blütenhülle. Die Kelchzipfel sind schmal elliptisch, stumpf, und am Rand fein borstig bewimpert. Die Blütenkrone ist mit einer Länge von 10 bis 14 Millimetern etwas mehr als doppelt so lang wie der Kelch. Die fünf Kronblätter sind auf der Hälfte bis zu zwei Drittel ihrer Länge verwachsen. Die Kronzipfel sind lanzettlich und neigen sich aufrecht zueinander. Die gelbe Blütenkrone besitzt am Grunde der Kronzipfel auf der Innenseite oft fünf braunpurpurfarbene Flecken. Die Staubblätter sind etwa so lang wie die Kronzipfel.
Die Teilfrüchte sind eiförmig und spitz, etwa 3 Millimeter lang, matt glänzend und zuletzt schwarz.
Die Chromosomenzahl beträgt 2n = 18 oder 36.

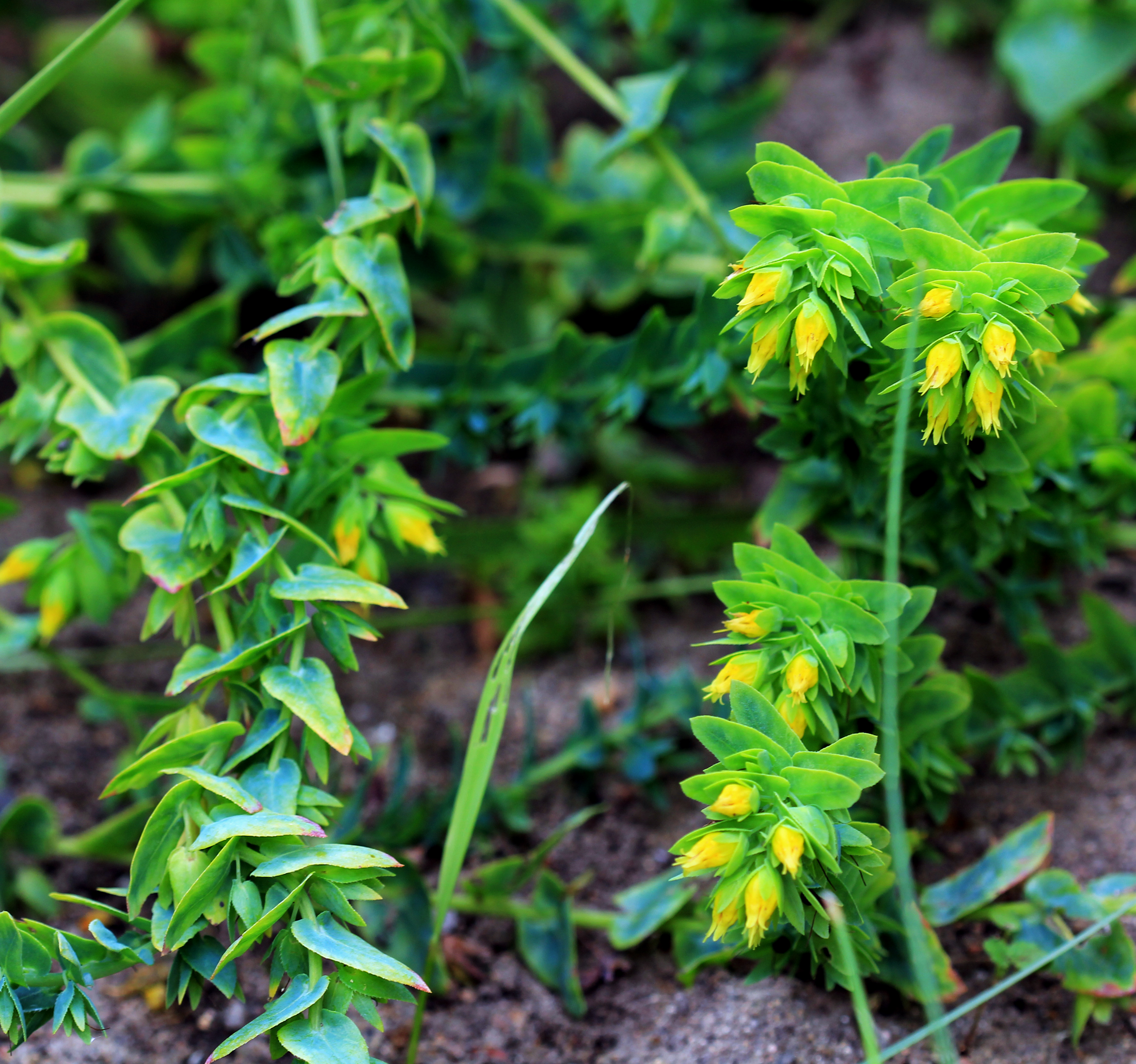
Habitus und Laubblätter

## Ökologie
Bei der Kleinen Wachsblume handelt es sich um einen Hemikryptophyten. Die Ausbreitung der Diasporen erfolgt durch den Wind und mittels einer Klettwirkung. Die Bestäubung findet durch Insekten statt. Blütenbesucher sind Hummeln und Bienen.

## Standortbedingungen
Die Kleine Wachsblume gedeiht an Trockengebüschsäumen und mäßig trockenen Brachen und Ruderalstellen. Sie gedeiht am besten auf sommerwarmen, mäßig trockenen, nährstoffreichen, meist kalkhaltigen Lehmböden. Sie wächst in Gesellschaften der Verbände Onopordion oder Mesobromion, in Osteuropa auch im Verband Geranion sanguinei.

## Gefährdung und Bestandsentwicklung in Deutschland
In Deutschland kommt nur die Unterart Cerinthe minor subsp. minor vor. Die Kleine Wachsblume s. str. ist nach der Bundesartenschutzverordnung (BArtSchV) in Deutschland nicht besonders geschützt. Sie galt 1996 nach der Roten Liste der gefährdeten Pflanzenarten in Deutschland als nicht gefährdet und Deutschland hat keine besondere Verantwortlichkeit für den Erhalt dieser Art. Sie ist in Hessen, Mecklenburg-Vorpommern, Niedersachsen, Nordrhein-Westfalen ein Neophyt. In den anderen Bundesländern Deutschlands, in denen sie vorkommt, gilt sie als Archaeophyt. In der Roten Liste der gefährdeten Arten von Bayern aus dem Jahr 2003 ist die Kleine Wachsblume als „stark gefährdet“ eingestuft. Bayern trägt dabei eine besondere Verantwortung für Cerinthe minor, da deutschlandweit sonst nur noch vereinzelt Nachweise aus Thüringen und Hessen vorliegen. In Sachsen gilt die Kleine Wachsblume als „vom Aussterben bedroht“, in Sachsen-Anhalt bereits als „ausgestorben“.
Als Hauptgefährdungsursachen sind die Intensivierung der Landwirtschaft, der Herbizideinsatz sowie die tiefe Bodenbearbeitung aufgeführt, die das Auskeimen der Samen unterbinden.

## Systematik und Verbreitung
Die Erstveröffentlichung von Cerinthe minor erfolgte durch Carl von Linné. Synonyme für Cerinthe minor L. sind: Cerinthe longiflora Viv., Cerinthe indigotisans Borbás.
Die Art Cerinthe minor ist von Europa bis Vorderasien verbreitet. In Mitteleuropa gilt sie als Archaeophyt.
Von Cerinthe minor gibt es etwa drei Unterarten:
- Cerinthe minor L. subsp. minor: Sie kommt in Süd-, Mittel- und Osteuropa vor.[7]
- Cerinthe minor subsp. auriculata (Ten.) Domac (Syn.: Cerinthe auriculata Ten.):  Sie kommt in Spanien, Frankreich, in der Schweiz, in Italien einschließlich Sizilien, in Österreich, auf der Balkanhalbinsel, in Bulgarien, Rumänien, in der Türkei und in Vorderasien vor.[7]
- Cerinthe minor subsp. cleiostoma (Boiss. & Sprun.) Selvi & Cecchi (Syn.: Cerinthe cleiostoma Boiss. & Sprun., Cerinthe lamprocarpa Murb., Cerinthe tristis Teyber): Sie kommt in Griechenland, in Kroatien, Bosnien-Herzegowina und Montenegro vor.[7]

## Trivialnamen
Für die Kleine Wachsblume bestehen bzw. bestanden auch die weiteren deutschsprachigen Trivialnamen: Berghundszunge, uneinige Brüder (Tirol im Pongau), Fleckenkraut, Grünschnecke (Waldbrühl) und Wosblatcher (Siebenbürgen).